# パニパニパイナ!
パニパニパイナ!は、日本の子供向けファンタジー・バラエティ番組。チャンネル銀河及びスカパー!、Amazon Prime Video、U-NEXTにて放送され、現在は第3シリーズが放送されている。
南国の楽園「ぐずりんの森」を舞台に、魔法や友情・感情との向き合い方をテーマにしたストーリーが展開される。

## 概要
物語の舞台は、魔法の呪文「パニパニパイナ」で不思議な力が使える「ぐずりんの森」。ここに暮らす怪獣ヤーだんと魔法少女ミーヤ、そして森の仲間たちが、子供たちのもやもやに寄り添いながら、感情との向き合い方や友情の大切さを描いていく。
「モヤモヤ井戸」から現れる妖怪たちが、子供たちの心の揺らぎを象徴する存在として登場する。

## 登場キャラクター

### パニパニパイナ!3 シーズン3

#### メインキャラクター
- ヤーだん（声：佐藤茜→野々村真白）
- ミーヤ（松浦愛弓）
- スキップ（坂本宝愛）
- ジム（竹内慎平）

#### ビレジアン
- シン（中島琉）
- ロゼット（岡凛音）
- カナ（秋山加耶乃）

#### フェアリーズ
- セネキオ（木村美空）
- ブーケ（渡邉りた）
- ウィステリア（藤田結音）
- マーガレット（坪井美綺）
- フクシア（福原朱莉）
- メープル（新谷衣知椛）

#### ぐずりんの森の仲間たち
- 大魔女&魔女っ娘マーラ（花村怜美、船川燿→梅津凛花）
- ドリアンどん（佐久間翔太）
- パイナップルキング（声：及川文太郎）
- ママサマン（声：稲村優奈）
- リリー（中村杏莉子）
- ログタン（川田晴飛）
- ペーパリー（ネグル未羽偉）
- ベリィ（郡睦葵）
- リヴァ（生田志守葉）
- カリオ（熊谷すばる）
- アイリス（五郎丸莉菜）

### 過去のキャラクター

#### メインキャラクター
- ベントレーおうじ（松山歩夢）
- メア（仲田友紀子）
- ハピネス兄妹（テル：今岡稔裕、ハル：遠藤凛）
- メリーナ（亀井彩叶、山木彩華）

#### ビレジアン
- ミグ（平山鈴）
- ダーマ（横河遼虎）
- キャロ（横溝陽音）
- モンタ（山本海瑠）
- イリマ（鞆琉那）
- リリコ（大井希心）
- ユズ（熊谷実音）
- レオ（下永龍正）
- マイト（中西縁）
- ポーマ（蓮香慶）
- ココ（千野珠琴）
- マノア（川田玲那）
- レア（杉山穂乃果）
- ポリア（山根あん）
- ラニ（深井さと子）
- レイレイ（本保佳音）
- ポノ（森谷碧）
- ミリー（小西美月）
- イクらん（米本ゆわ）
- ウニろん（坪田憲志郎）
- カニりん（高山珂蓮）
- ナルたん（中村光佑永）

#### フェアリーズ
- フローラ（福島葵）
- カラー（大井怜緒）
- ブロッサム（君塚瑠華）

## 主題歌
- オープニングテーマ
  - 「パニパニパイナ!のテーマ」（作詞・作曲：宇崎竜童、編曲：太田遊、歌：PINK PRETZEL）
- エンディングテーマ
  - 「ビバ!ビバ!バンビーナ」（作詞：阿木耀子、作曲：宇崎竜童、編曲：船山基紀、歌：舘ひろし）

## スタッフ
- 操演：髙木裕香、根本果澄
- 構成：大久保泰子
- キャラクターデザイン：入月まゆ
- 音楽：太田遊
- 歌唱指導：亀田増美
- 振付：完戸夏織
- 音楽協力：TA Petit Records、井上陽一
- 撮影：大鋸玄記、野嵜潤一、船山和大
- 音声：渡邊拓、皆川和之
- 照明：飯田裕希、原康二
- CA：大塚風汰
- TP：井上浩
- 美術：松下大介
- スタイリスト：鶴田恵、小林美穂子
- ヘアメイク：石黒麻紀、金田仁見、田中莉江子
- 収録スタジオ：Artwarehub、川口Skipシティ
- 音響効果：田中繁良、國土泰史
- MA：三井慎介
- CG：宮倉世紀
- プレミアDVD：関本太郎、鶴岡麻奈美
- 出演協力：テアトルアカデミー
- 技術協力：千代田ビデオ
- 美術協力：ラックスエンタープライズ
- 協力：チャンネル銀河
- AP：佐々木浩司
- 演出：清水厚
- プロデューサー：後藤嘉文
- 統括プロデューサー：関本好則
- 制作著作：プランナーズ21SYJ